# Перси (Илиноис)
Перси (енгл. Percy) град је у америчкој савезној држави Илиноис.

## Демографија
По попису из 2010. године број становника је 970, што је 28 (3,0%) становника више него 2000. године.
| Група             | 2000.       | 2010.       |
| Белци             | 914 (97,0%) | 858 (88,5%) |
| Афроамериканци    | 2 (0,2%)    | 7 (0,7%)    |
| Азијати           | 0 (0,0%)    | 2 (0,2%)    |
| Хиспаноамериканци | 21 (2,2%)   | 94 (9,7%)   |
| Укупно            | 942         | 970         |